# 別府八湯温泉泊覧会
別府八湯温泉泊覧会（べっぷはっとうおんせんはくらんかい、略称：オンパク、ハットウ・オンパク）は、大分県別府市にある別府温泉（別府八湯）で開催されるイベント。NPO法人ハットウ・オンパクが主催している。

## 概要
2001年秋に始められた、別府市の地域おこしイベント。現在はNPO法人ハットウ・オンパクによって開催されている（開始当初は別府市旅館ホテル組合連合会が主体、その後NPO法人化）。
2001年3月に、別府まつり協会（別府商工会議所、別府市観光課、社団法人別府市観光協会）の主催によって行われている、別府温泉まつり（現在の別府八湯温泉まつり）を、2001年開催されたインパク連動の現実イベントとする際、オンパク - 別府八湯温泉泊覧会と銘打って、観光客が参加し体験する体験型のイベントが開催されたのがきっかけで、同年秋に独立したイベントとして開催されるようになった。
別府八湯の名の通り、別府市内にはそれぞれに個性や魅力を持った多数の温泉が散在している。オンパクは、これらの別府市内各所の温泉や場所、人が連携して回遊性を高め、体験型イベントによってその魅力を深く楽しんでもらうことにより、長期滞在者やリピーターを増加させ、別府温泉観光の活性化を図ることを目的としている。このため、名称も「博覧会」ではなく「泊覧会」とされている。
毎年、春と秋の2回開催されており、期間中には、温泉はもちろんのこと、「健康」、「癒し」、「歩く」、「食」等の多様な面から別府八湯を楽しむために100を超える体験型プログラムが開催される。また、年2回の期間以外にもさまざまなプログラムが開催されているほか、大分県各地へのバスツアーがプログラムに取り入れられるなど、時期的にも、地域的にも広がりを見せている。
旅行の形態が団体旅行から個人旅行へと移り変わり、由布院温泉のような魅力ある町作りに取り組んだ小温泉地が人気を集める一方、熱海温泉や別府温泉のような大型温泉地が集客力を失う中で、ハットウ・オンパクは別府観光再生の起爆剤の役割を果たしている。
また、この試みは全国的にも反響を呼び、北海道函館市の湯の川温泉（はこだて湯の川オンパク）、長野県上田市の鹿教湯温泉（長野・鹿教湯温泉パッセジャータ）、福島県いわき市のいわき湯本温泉（いわきフラオンパク）、長崎県長崎市（長崎さるく博）でも別府温泉のノウハウを導入してオンパクが開催されている（ただし、「オンパク」という名称を使用していないものもある）。2008年1月には、オンパクによる地域振興のスキームが全国的に広がっていることが評価されて、NPO法人ハットウ・オンパクが第3回JTB交流文化賞最優秀賞を受賞している。

## プログラムの例
湯遍路（ゆへんろ）さんと行く88箇所温泉巡り
別府温泉を熟知している案内人と88か所の温泉を巡る。
鉄輪地獄蒸し食堂
鉄輪名物の地獄蒸し料理を味わう。
ファンゴエステ
温泉泥（ファンゴティカ）を使ったセラピー。